# 지치
지치는 지치과의 여러해살이풀이다.

## 이름
뿌리가 보랏빛을 띤다고 자초(紫草)라 한 것이 지초(芝草)로 결국 지치로 부르게 되었다. 자초, 지초, 지추라고도 부른다.

## 생태
주로 산이나 들에서 자라며, 한국 각지에 분포하고 있다. 뿌리는 굵고 자색을 띠며, 줄기의 높이는 30~35센티미터 정도이다. 잎은 피침형으로 두꺼우며 어긋난다. 잎자루는 없고, 잎이나 줄기에는 센 털이 나 있다. 꽃은 흰색으로, 5~6월쯤 가지 끝에 총상꽃차례를 이루면서 달린다. 열매는 작은 견과이다.

## 쓰임새
유독 성분이 들어 있어서 날것으로 먹어서는 안 된다. 뜨거운 물에 데치고 나서 며칠 동안 흐르는 물에 우려낸 뒤에 나물로 무쳐 먹는다.
약초학에서는 말린 지치의 뿌리를 자초근(紫草根)이라하여 홍역(紅疫), 창양(瘡瘍), 습진 따위에 쓴다.

## 지칫과
지치는 지칫과의 개지치, 들지치, 반디지치, 산지치 따위를 통틀어 이르는 말로 지칫과의 여러해살이풀을 가리킨다. 지치(Lithospermum erythrorhizon) 줄기는 높이가 30~60cm이며, 잎은 어긋나고 피침 모양이다. 5~6월에 흰색 꽃이 총상(總狀) 화서로 피고 열매는 작은 견과(堅果)를 맺는데 뿌리는 약용하거나 자주색 염료로 쓴다.

## 사진

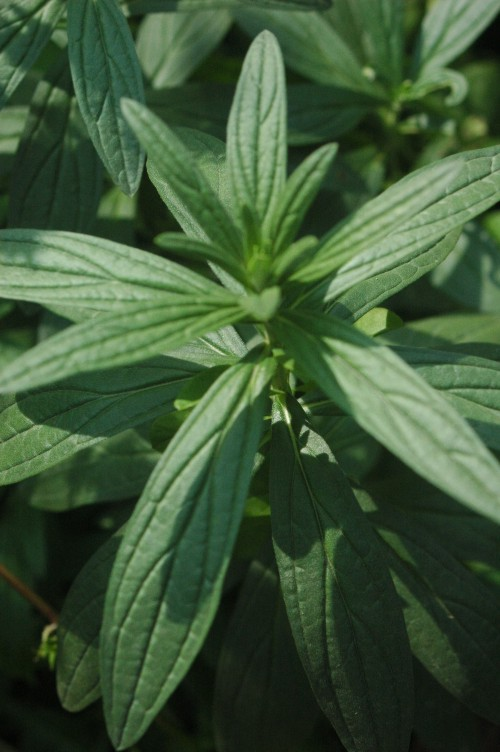
잎차례